# باران بولوك باشي
باران بولوك باشي (بالتركية: Baran Bölükbaşı)‏ ممثل تركي ولد في 1 مايو 1994 في إسكندرونة، تركيا.

## حياته
أكمل دراسته الابتدائية والثانوية في مدينته إسطنبول، ليلتحق بجامعة بايكنت كلية الفنون الجميلة قسم التمثيل، ليصعد على خشبة المسرح مباشرة. وقد أصبح أحد الوجوه المسرحية المعروفة وعلى وجه الخصوص في أنطاليا حيث عمل فترة في مسرح أنطاليا الحكومي. درس التمثيل ليحترفه، بدأ مشواره مع المسرح ولعب العديد من الأعمال المسرحية قبل أن يدخل إلى عالم التلفزيون والدراما التركية التي تزداد بخطى سريعة، هو الممثل الشاب الذي استطاع أن يقنع صناع الدراما التركية باختياره في أهم الأعمال الدرامية في السنوات الخيرة.
بدأ مشواره الفني أمام الكاميرا في أحد أهم الأعمال التلفزيونية التركية حيث اشترك في المسلسل التركي الأسطورة Adi Efsane سنة 2017، ليقدمه إلى الجمهور التركي على أنه ممثل محترف، وقد لحقها بثاني أعماله التلفزيونية بنفس السنة مع المسلسل التركي حديقة سيفدا، وقد كانت ثالث أعماله المسلسل التركي الثروة سنة 2018.

## أعماله
- Adı Efsane (2017)
- Sevda'nın Bahçesi (2017)
- Servet (2018)
- Vuslat (2019)
- (2024 ) Sakla Beni